# 泰西抗日武装起义旧址
泰西抗日武装起义旧址，位于山东省泰安市岱岳区道朗镇、肥城市仪阳镇（现仪阳街道）。是中华人民共和国山东省省级文物保护单位之一。
1994年3月18日，列入第一批泰安市重点文物保护单位，登记名为“泰西武装起义遗址”。2015年6月23日，列入第五批山东省文物保护单位，该文物保护单位分类为抗战遗址、纪念设施。